# Torsten Fenslau
Torsten Fenslau (* 23. April 1964 in Kleinheubach; † 6. November 1993 in Darmstadt) war ein deutscher DJ und Musikproduzent und gilt als Pionier des frühen Sound of Frankfurt.

## Leben und Werk
Als Torsten Fenslau  10 Jahre alt war, zog seine Familie von Weilheim in Oberbayern  nach Darmstadt. Dort besuchte er die Justus-Liebig-Schule, die er mit dem Abitur abschloss. Anschließend begann er ein Architekturstudium an der  Technischen Hochschule Darmstadt. Während des Studiums entschloss er sich, die Musik, die bisher sein Hobby gewesen war, zum Beruf zu machen. Er gründete das paraDOX-Studio in Darmstadt, in dem zahlreiche Dance- und Techno-Produktionen entstanden.
Fenslau war Resident-DJ des Dorian Gray im Frankfurter Flughafen sowie Mitbegründer und Stamm-DJ der hr3 Clubnight. Er gründete sein eigenes Label Abfahrt Records, auf dem er etwa 40 verschiedene Vinyl-Maxi-Veröffentlichungen und eine größere Menge Maxi-CDs produzierte. Den meisten der von ihm produzierten Stücke war zwar kein überragender kommerzieller Erfolg beschieden, sie sind jedoch vielen als Klassiker des deutschen Techno in Erinnerung geblieben. Beispiele sind: Abfahrt – Alone (It's Me), Culture Beat – Der Erdbeermund, LDC – Die Schwarze Zone, Near Dark (aka Thomas Lindemann) – Heute ist ein guter Tag zum sterben, Klangwerk – Die Kybernauten oder Tyrell Corp. – Running. Neben eigenen Produktionen war Fenslau auch als Remixer tätig, u. a. für Joachim Witt oder Purple Schulz.
Torsten Fenslaus richtungweisendes Werk war The Dream von Out of the Ordinary aus dem Jahr 1988 mit Auszügen aus der Rede „I Have a Dream“ von Martin Luther King. Sein Lebensmotto leitete sich hieraus ab: Träume zu haben und zu verwirklichen. Der Satz „I Have a Dream“ ist auch auf seinem Grab zu lesen.
Seinen größten Erfolg landete Fenslau 1993 mit dem 1989 von ihm gegründeten Projekt Culture Beat: Das Lied Mr. Vain war in mehreren europäischen Ländern für teilweise mehrere Wochen auf Nummer 1 der Charts. Ebenfalls bekannt wurde 1993 der Titel „Show Me“ mit der späteren Culture-Beat-Sängerin Kim Sanders. 1994 erschien auf dem Label Dance Pool das Doppelalbum „Torsten Fenslau – The Dream (Best Of Torsten Fenslau)“, welches einen Großteil seiner mitgewirkten Produktionen enthält.

## Tod
Am 6. November 1993 verunglückte Fenslau mit seinem Fahrzeug, einem Mercedes 500 SL, in der Nähe von Messel bei Darmstadt und starb anschließend im Elisabethenstift Darmstadt. Angeblich hatte Fenslau bereits einen langen Tag hinter sich, da er sich am Morgen noch in New York City befand, um die Musik von Culture Beat zu promoten. Auf der Heimfahrt vom Paramount Park, wo ein Freund seinen Geburtstag feierte, fiel er in einen Sekundenschlaf, kam von der Fahrbahn ab und prallte mit dem Auto gegen einen Baum. Im Gegensatz zu seiner damaligen Lebensgefährtin, die den Unfall leicht verletzt überlebte, war er nicht angeschnallt. Die letzte Produktion vor seinem Tod ist der Song Remember The Time von Shift.
Sein Grab befindet sich auf dem Alten Friedhof in Darmstadt.

## Straßenbenennung
2017 plante der Ortsbeirat 5 auf Antrag der Linken, eine Straße in Frankfurt nach Fenslau zu benennen. Diese sollte sich möglichst in der Nähe des Flughafens befinden, wo er Resident-DJ im Flughafenclub Dorian Gray war. Die Idee, eine Straße in dem neuen Flughafen-Quartier Gateway Gardens nach Fenslau zu benennen, konnte sich allerdings nicht gegen das Konzept durchsetzen, dort alle Straßen Luftfahrt-Pionieren zu widmen. Als Alternative war eine Straße in der Nähe des Hessischen Rundfunks im Gespräch, was sich aber außerhalb des Ortsbezirks des Ortsbeirats 5 befände.

## Auszeichnungen
- Dance Music Award
  - 2003: in der Kategorie „Lifetime Achievement“

- Echo
  - 1994: in der Kategorie „Produzent/in des Jahres national“